# Lacera noctilio
Lacera noctilio är en fjärilsart som beskrevs av Fabricius 1794. Lacera noctilio ingår i släktet Lacera och familjen nattflyn. Inga underarter finns listade i Catalogue of Life.